# Dilatatiocauda multidenticulata
Dilatatiocauda multidenticulata is een eenoogkreeftjessoort uit de familie van de Porcellidiidae. De wetenschappelijke naam van de soort is voor het eerst geldig gepubliceerd in 2002 door Harris.